# Bleboh
Bleboh is een bestuurslaag in het regentschap Blora van de provincie Midden-Java, Indonesië. Bleboh telt 5084 inwoners (volkstelling 2010).